# Міхалувка (Янівський повіт)
Міхалувка (пол. Michałówka) — село в Польщі, у гміні Модлібожиці Янівського повіту Люблінського воєводства.
Населення — 117 осіб (2011).
У 1975-1998 роках село належало до Тарнобжезького воєводства.

## Демографія
Демографічна структура станом на 31 березня 2011 року:
|          | Загалом | Допрацездатний вік | Працездатний вік | Постпрацездатний вік |
| -------- | ------- | ------------------ | ---------------- | -------------------- |
| Чоловіки | 59      | 16                 | 37               | 6                    |
| Жінки    | 58      | 10                 | 31               | 17                   |
| Разом    | 117     | 26                 | 68               | 23                   |